# Генрих I (граф Ангальта)
Генрих I (нем. Heinrich I.; ок. 1180 — 1252) — граф Ангальта с 1212 года из династии Асканиев, старший сын саксонского герцога Бернхарда III и его жены Юдитты Польской.  

## Биография
С 1218 года носил титул князя Ангальта.
Генрих Ангальтский известен как миннезингер, сохранились 5 его «любовных песен».
Перед смертью Генрих I разделил свои владения между сыновьями: Генрих II получил Ашерслебен, Бернхард I — Бернбург, Зигфрид I — Кётен и Дессау. Герман и Магнус приняли священнический сан.

## Семья и дети

Раздел владений Генриха I между сыновьями

Около 1211 г. Генрих женился на Ирмгарде (ок. 1197 — ок. 1244), дочери тюрингского ландграфа Германа I. У них было 11 детей:
- Генрих II (1215 — 12 июня 1266), князь Ангальт-Ашерслебена
- Юдит (ум. после 14 мая 1277), с 1233 жена Николая I фон Верль
- София (ум. 23 ноября 1272), 1-й муж — герцог меранский Оттон I, 2-й — граф Зигфрид фон Регенштайн, 3 — Оттон фон Хадмерслебен
- Бернхард I (ок.1218 — 1287), князь Ангальт-Бернбурга
- Альбрехт (ум. ок.1245), франсисканский монах
- Герман (ум. 1289), каноник в Хальберштадте
- Магнус (ум. после 18 июня 1264), каноник в Магдебурге
- Оттон (ум. после 19 июля 1246), каноник в Магдебурге
- Зигфрид I (ок.1230 — 25 марта 1298), князь Ангальт-Кётена
- Хедвиг (ум. 21 декабря 1259), с 1242 жена Болеслава II Рогатки, князя Вроцлавского
- Гертруда (ум. 1275), аббатиса в Гернроде.